# Exode niçois vers l'Italie

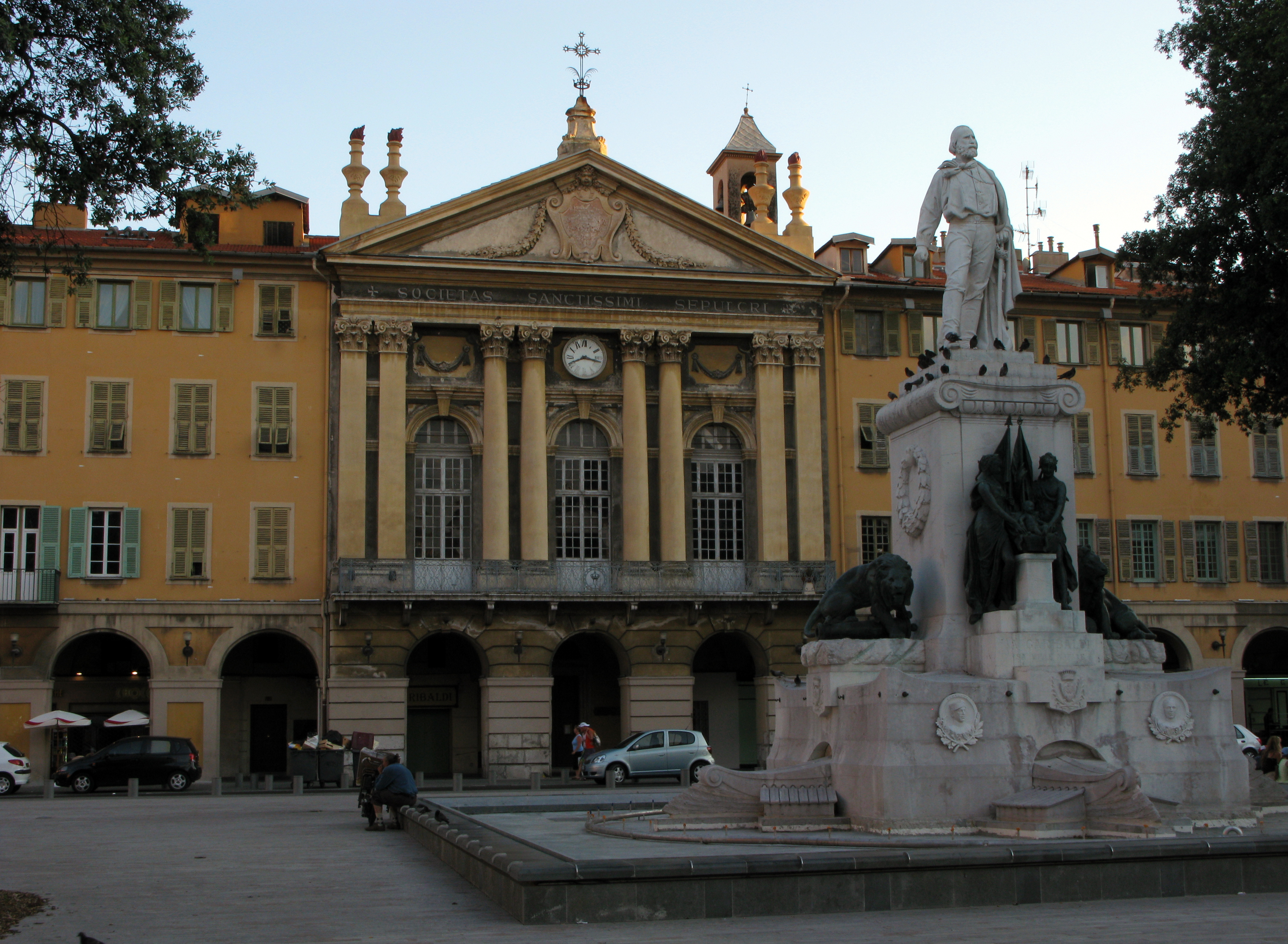
Statue de Garibaldi sur la place du même nom à Nice

L’exode de Nice est un mouvement d’émigration vers l’Italie d’une grande partie de la population niçoise après l’annexion du comté de Nice à la France en 1860. On estime qu’au moins un quart de la population niçoise, soit environ 11 000 Niçois, décide de s'exiler volontairement en Italie après l’annexion.

## Histoire
L’exode a eu lieu à partir de 1861, en même temps et à la suite de la cession par le royaume de Sardaigne de Nice et de sa région à la France, conformément aux accords signés entre les gouvernements des deux pays au cours de la deuxième guerre d'indépendance italienne.
Une partie de la population – surtout les classes les plus riches – ont choisi d’émigrer vers le nouvel État italien, pour conserver la nationalité savoisienne et partant, italienne :

« Parmi les 1 500 chefs de familles à opter pour la nationalité sarde… (il y avait)… une grande partie de l’aristocratie et de l’armée, mais aussi des fonctionnaires, des commerçants et des artisans, un pharmacien homéopathe, un chocolatier. La tranche d’âge prédominante était entre 21 et 30 ans. »

— Claudio Raffaelli, I nizzardi e savoiardi che scelsero il Regno di Sardegna nel 1860.

Les Niçois qui avaient décidé de rester subirent un processus de francisation : beaucoup s’irritèrent jusqu’à déchaîner, dix ans plus tard, les Vêpres Niçoises. En conséquence, sur un total de 44 000 Niçois, plus de 11 000 ont émigré en Italie dans la décennie suivant l’annexion. En fait, ce mouvement a été favorisé par les autorités françaises après 1861, à cause de la politique de francisation de la société, de la culture et de la langue, avec une diffusion progressive de la langue française au détriment de l’italien . Le gouvernement a interdit toutes les publications de journaux en italien, tels que La Voce di Nizza (it), suivi de Il Diritto di Nizza et Il Pensiero di Nizza en dernier. Nombreux journalistes et écrivains niçois ont écrit dans ces journaux en langue italienne. Parmi ceux-ci figurent Giuseppe Bres, Enrico Sappia, Giuseppe André et autres. Les toponymes niçois furent francisés (it), comme « Turbia » en « La Turbie », « Lantosca » en « Lantosque »… Le résultat fut un rejet initial de la France de nombreux Niçois : les irrédentistes italiens se firent les porte-parole de ce rejet par leur chef, le Niçois Giuseppe Garibaldi. 

« 3 mars 1863 (Proclamation par Garibaldi à Caprera à l’Association de la Mutuelle des Émigrants Niçois à Turin » : « Les Niçois, exilés dans la patrie, sont une vivante protestation contre la violation du droit italien. »

— Giulio Vignoli, Storia di Nizza e del Nizzardo.
Les exilés niçois se sont installés principalement en Ligurie et dans les grandes villes italiennes comme Turin, Milan, Florence, Rome et Bologne, où ils mirent sur pied des organisations comme l’« Association de secours mutuel aux émigrants niçois à Turin. »
Après les « Vêpres niçoises » de 1871, l’exode fut complété avec l’expulsion de Nice des derniers irréductibles irrédentistes qui avaient soutenu le Risorgimento. Le plus célèbre fut Luciano Mereu, expulsé de Nice avec d’autres célèbres garibaldiens niçois : Adriano Gilli, Carlo Perino et Alberto Cougnet. Garibaldi lui-même, qui avait été élu par les Niçois, refusa catégoriquement en 1873 son mandat et – se comportant en exilé – il n’est jamais retourné dans sa ville natale en protestation contre ce qui s’était passé au cours des deuxièmes vêpres de Nice.
Enfin, il convient de noter qu’il y avait également des universitaires et des écrivains parmi les exilés niçois, comme Francesco Barberis, l’auteur de L’addio a Nizza et Nizza italiana, raccolta di varie poesie italiane e nizzarde à Florence, Henri Sappia, l’auteur de Nizza contemporanea, Giuseppe Bovis, l’auteur de Nizza nelle sue memorie, Giuseppe André, l’auteur du célèbre Nizza negli ultimi quattro anni, Pier Luigi Caire, l’auteur de Nizza 1860 : ricordi storici documentati et Giuseppe Bres, l’auteur de Notizie intorno ai pittori nicesi Giovanni Miraglietti, Ludovico Brea e Bartolomeo Bensa à Gênes et de L’arte nell’estrema Liguria occidentale, qui, selon lui, est parvenu à Nice.
En 1942-1943, pendant l’occupation italienne de Nice, Il Nizzardo, le journal de l’irrédentisme niçois, fut restauré sous la direction du petit-fils de Giuseppe Garibaldi, Ezio Garibaldi (it). C’est également dans ces années que le célèbre magazine Fert, principal porte-parole des Niçois ayant fui vers l’Italie après l’annexion de Nice à la France en 1861, fut renommé.
Aujourd’hui, les traits italiens survivent dans les usages, les coutumes et la culture, principalement le long des zones frontalières avec l’Italie.